# Duomyia latipilus
Duomyia latipilus är en tvåvingeart som beskrevs av Mcalpine 1973. Duomyia latipilus ingår i släktet Duomyia och familjen bredmunsflugor. Inga underarter finns listade i Catalogue of Life.